# Nurachi
Nurachi (sardinsky: Nuràchi) je italská obec (comune) v provincii Oristano v regionu Sardinie. Nachází se ve výšce 7 metrů nad mořem a má přibližně 1 700 obyvatel. Rozloha obce je 15,97 km².